# Eintracht-Stadion
Het Eintracht-Stadion is een stadion in de Duitse stad Braunschweig. De voetbalafdeling van sportclub Eintracht Braunschweig en de American footballclub Braunschweig Lions spelen in het stadion hun thuiswedstrijden. Het stadion heeft een capaciteit van  22.100 toeschouwers.
Het Eintracht-Stadion werd gebouwd in 1923 en werd het eigendom van de voetbalclub Eintracht Braunschweig. In 1979 werd de houten hoofdtribune door een nieuwe, moderne tribune vervangen, maar deze verbouwing bracht de club aan de rand van het bankroet. Om de club van de ondergang te redden, kocht de gemeente Braunschweig in 1981 het stadion; daarbij werd de officiële naam in Städtisches Stadion an der Hamburger Straße veranderd. In 2008 werden de naamrechten van het stadion door een groep lokale ondernemers gekocht, en de naam van de stadion weer terugveranderd in Eintracht-Stadion.